# Liga Mistrzów UEFA (1998/1999)
VII Liga Mistrzów UEFA 1998/1999

(ang. UEFA Champions League)
XLIV Puchar Europy Mistrzów Klubowych 1998/1999

(ang. European Champion Clubs’ Cup)

## I runda kwalifikacyjna
| Siłeks Kratowo – Club Brugge 0:0 i 1:2 1 22.07 1998 2 29.07 1998 0:1 Vermant 3, 0:2 Claessens 30, 1:2 Bozinov 76 |
| ŁKS Łódź – Kəpəz Gəncə 4:1 i 3:1 1 22.07 1998 1:0 Cebula 12, 2:0 Trzeciak 50 p, 3:0 Wieszczycki 72, 4:0 Trzeciak 76k, 4:1 I. Sulejmanow 82 2 29.07 1998 1:0 Trzeciak 45, 2:0 Trzeciak 49, 2:1 Smirnow 55, 3:1 Wieszczycki 82 |
| Liteks Łowecz – Halmstads BK 2:0 i 1:2 1 22.07 1998 1:0 Bushi 9, Jurukow 90 2 29.07 1998 0:1 Sakiri 38, 0:2 Arvidsson 42, 1:2 Jurukow 78 |
| Grasshopper Club Zürich – Jeunesse Esch 6:0 i 2:0 1 22.07 1998 1:0 N’Kufo 6, 2:0 Kawetaszwili 28, 3:0 Cabanas 41, 4:0 N’Kufo 51, 5:0 Tikva 65, 6:0 Cabanas 78 2 29.07 1998 1:0 Esposito 36, 2:0 Türkyilmaz 44 |
| Celtic F.C. – St. Patrick’s Athletic 0:0 i 2:0 1 22.07 1998 2 29.07 1998 1:0 Brattbakk 12, 2:0 H. Larsson 71 |
| FK Kareda – Maribor Branik 0:3 i 0:1 1 22.07 1998 0:1 Gajser 42, 0:2 Gajser 87, 0:3 D. Filipović 70 2 29.07 1998 0:1 Bulajić 78 |
| Dynamo Kijów – Barry Town 8:0 i 2:1 1 22.07 1998 1:0 Rebrow 9, 2:0 Rebrow16, 3:0 Szewczenko 32, 4:0 Rebrow 37, 5:0 Szewczenko 58, 6:0 Gerasimienko 48, 7:0 Biełkiewicz 65, 8:0 Rebrow 81 2 29.07 1998 1:0 Michajlenko 10, 1:1 E. Williams 30, 2:1 Wenglinski 49                                                                                                   |
| Cliftonville F.C. – 1. FC Košice 1:5 i 0:8 1 22.07 1998 0:1 Zvara 22, 0:2 Zvara 29, 0:3 Németh 36, 1:3 Flynn 45, 1:4 Lubarski 65, 1:5 Prohaska 76 2 29.07 1998 0:1 Kozak 4, 0:2 Janočko 15, 0:3 Németh 32, 0:4 Janočko 54, 0:5 Prohaska 58, 0:6 Prohaska 73, 0:7 Lubarski 67, 0:8 Kožlej 83 pierwszy mecz według wyników losowania miał być rozegrany w Koszycach |
| Skonto FC – Dynamo Mińsk 0:0 i 2:1 1 22.07 1998 2 29.07 1998 0:1 Osipowicz 25, 1:1 Astafjevs 44, 2:1 Novikovs 72 pierwszy mecz według wyników losowania miał być rozegrany w Mińsku |
| Valletta FC – Anorthosis Famagusta 0:2 i 0:6 1 22.07 1998 0:1 Elia 49, 0:2 Okkas 78 2 29.07 1998 0:1 Civic 16, 0:2 Z. Charalambous 18, 0:3 Andreou 45k, 0:4 Sotiriou 52, 0:5 Okkas 71, 0:6 Sotiriou 90 |
| Beitar Jerozolima – B36 Tórshavn 4:1 i 1:0 1 22.07 1998 1:0 Szitrit 2, 2:0 Sallói 9, 3:0 Sallói 45, 3:1 J. Petersen 73k, 4:1 Sallói 78 2 27.07 1998 1:0 Hamar 68 |
| Dinamo Tbilisi – KF Vllaznia 3:0vo i 1:3 1 22.07 1998 1:0 Chomeriki 52 (mecz zakończył się wynikiem 1:0 dla Dynamo Tbilisi – potem został zweryfikowany na walkower 3:0 z powodu nieuprawnionego gracza w drużynie Vllaznia) 2 29.07 1998 0:1 Cungu 14, 0:2 Müoti 86, 1:2 Aszwetia 88, 1:3 Noga 90k                                                               |
| Helsingin Jalkapalloklubi – Jerewan FA 2:0 i 3:0 1 22.07 1998 1:0 Wiss 50, 2:0 Kuqi 85 2 29.07 1998 1:0 Lehkosuo 1, 2:0 Jäväjä 28, 3:0 Lehkosuo 79k |
| Obilić Belgrad – Íþróttabandalag Vestmannaeyja 2:0 i 2:1 1 22.07 1998 1:0 Juškić 17, Grozdić 64 2 29.07 1998 0:1 Haflidason 21, 1:1 Vesiljević 61, 2:1 Grozdić 89 |
| Zimbru Kiszyniów – Újpest 1:0 i 1:3 1 22.07 1998 1:0 Kulik 11k 2 29.07 1998 0:1 Miriuta 18, 1:1 Kulik 28, 1:2 Z. Kovacs 72, 1:3 Z. Kovacs 89 |
| Steaua Bukareszt – Flora Tallinn 4:1 i 1:3 1 22.07 1998 1:0 Ciocoiu 12, 2:0 Ciocoiu 38, 2:1 Terehhov 40, 3:1 Serban 78k, 4:1 Danciulescu 90 2 29.07 1998 0:1 Smirnov 41, 0:2 Zelinski 46, 1:2 Danciulescu 70, 1:3 Oper 80 |
| Wolny los: Olympiakos SFP, Sparta Praga, Rosenborg BK, SK Sturm Graz, Spartak Moskwa, Croatia Zagrzeb, Galatasaray SK, Brøndby IF, Inter Mediolan, Bayern Monachium, Athletic Bilbao, FC Metz, PSV Eindhoven, Manchester United, SL Benfica, Panathinaikos AO |

## II runda kwalifikacyjna
| Rosenborg BK – Club Brugge 2:0 i 2:4 1 12.08 1998 1:0 Rushfeldt 61, 2:0 Skammelsrud 81 2 26.08 1998 0:1 Fadiga 22, 1:1 Rushfeldt 44, 1:2 Claessens 47, 2:2 Rushfeldt 72, 2:3 Schockaert 78, 2:4 Claessens 83 |
| Manchester United – ŁKS Łódź 2:0 i 0:0 1 12.08 1998 1:0 Giggs 16, 2:0 Cole 80 2 26.08 1998 |
| Liteks Łowecz – Spartak Moskwa 0:5 i 2:6 1 12.08 1998 0:1 Pisariew 55, 0:2 Titow 66, 0:3 Samarone 76, 0:4 Pisariew 86, 0:5 Cymbalar 90 (mecz na stadionie klubu Neftochimik w Burgasie) 2 26.08 1998 0:1 Tichonow 6, 1:1 Bieliakow 27, 1:2 Tichonow 31, 1:3 Titow 35, 1:4 Cymbalar 49, 1:5 Robson 54, 2:5 Bushi 70, 2:6 Robson 90 |
| Galatasaray SK – Grasshopper Club Zürich 2:1 i 3:2 1 12.08 1998 1:0 Hagi 58k, 2:0 Hakan Sükür 66, 2:1 Vogel 87k 2 26.08 1998 1:0 Hakan Sükür 17, 2:0 Hakan Sükür 43, 2:1 Türkyilmaz 45, 3:1 Hagi 65k, 3:2 Vogel 70k |
| Celtic F.C. – Croatia Zagrzeb 1:0 i 0:3 1 12.08 1998 1:0 Jackson 51 2 26.08 1998 0:1 Marić 23, 0:2 Prosinečki 45k, 0:3 Prosinečki 68 |
| Maribor Branik – PSV Eindhoven 2:1 i 1:4 (dog) 1 12.08 1998 1:0 D. Filipović 12, 1:1 dos Santos 61, 2:1 Breznik 84 2 26.08 1998 1:0 D. Filipović 5, 1:1 van Nistelrooy 8, 1:2 Bruggin 69k, 1:3 Rommendahl 100, 1:4 de Bilde 102                                                                                                   |
| Dynamo Kijów – Sparta Praga 0:1 i 1:0 (dog), karne 3:1 1 12.08 1998 0:1 Baranek 5 2 26.08 1998 1:0 Szewczenko 88 (według niektórych samobójcza bramka Gabriela) |
| 1. FC Košice – Brøndby IF 0:2 i 1:0 1 12.08 1998 0:1 Daugaard 54, 0:2 Thygesen 89 2 26.08 1998 1:0 Lapsansky 39 |
| Inter Mediolan – Skonto FC 4:0 i 3:1 1 12.08 1998 1:0 Zamorano 6, 2:0 Simeone 10, 3:0 Ventola 20, 4:0 R. Baggio 59 (mecz rozegrany na stadionie Arena Garibaldi w Pizie) 2 26.08 1998 1:0 Zamorano 9, 1:1 Micholaps 21, 2:1 Galante 53, 3:1 Djorkaeff 69                                                                          |
| Olympiakos SFP – Anorthosis Famagusta 2:1 i 4:2 1 12.08 1998 1:0 Yannakopoulos 11, 2:0 de Souza 32, 2:1 V. Mihajlović 64 2 26.08 1998 0:1 V. Mihajlović 39, 1:1 Georgatos 48, 1:2 P. Dżordżević 60, 2:2 Krčmarević 80, 3:2 P. Dżordżević 87, 4:2 Gogić 90 (drugi mecz w Limassol)                                                 |
| SL Benfica – Beitar Jerozolima 6:0 i 2:4 1 12.08 1998 1:0 Pembridge 25, 2:0 Deane 29, 3:0 Calado 64, 4:0 Szelah 79, 5:0 Pembridge 82, 6:0 Nuno Gomes 85 2 26.08 1998 1:0 Nuno Gomes 18 k, 1:1 Hamar 24, 1:2 Sallói 26k, 1:3 Szitrit 51, 1:4 Abuksis 81, 2:4 Pringle 90                                                            |
| Dinamo Tbilisi – Athletic Bilbao 2:1 i 0:1 1 12.08 1998 1:0 Chomeriki 15, Ckitaiszwili 30, 2:1 Imaz Gannendia 46 2 26.08 1998 0:1 J. Etxeberia 52 |
| Helsingin Jalkapalloklubi – FC Metz 1:0 i 1:1 1 12.08 1998 1:0 Riihilahti 72 2 26.08 1998 1:0 Vassara 68, 1:1 Meyrieu 78k |
| Bayern Monachium – Obilić Belgrad 4:0 i 1:1 1 12.08 1998 1:0 Effenberg 59, 2:0 Elber 63, 3:0 Zickler 64, 4:0 Fink 76 2 26.08 1998 0:1 Dragan Šarac 67, 1:1 Matthäus 88 |
| SK Sturm Graz – Újpest 4:0 i 3:2 1 12.08 1998 1:0 Vastić 6, 2:0 Vastić 70, 3:0 Neukirchner 81, 4:0 Haas 88 2 26.08 1998 1:0 Haas 8, 1:1 Z. Kovacs 36, 2:1 Reinmayr 49, 3:1 Reinmayr 55, 3:2 Jenei 72 |
| Steaua Bukareszt – Panathinaikos AO 2:2 i 3:6 1 12.08 1998 0:1 Aljoša Asanović 6, 1:1 Serban 10, 1:2 Liberopoulos 68, 2:2 Szekely 76 2 26.08 1998 0:1 Milojević 8k, 1:1 Rachita 12, 2:1 Liberopoulos 16s, 2:2 Linear 28s, 2:3 Liberopoulos 34, 2:4 K. Warzycha 58, 3:4 Belodedici 60, 3:5 K. Warzycha 66, 3:6 Aljoša Asanović 87k |
| Wolny los: Real Madryt, Juventus F.C., 1. FC Kaiserslautern, FC Barcelona, RC Lens, AFC Ajax, Arsenal F.C., FC Porto |

## Faza grupowa
Do ćwierćfinału awansowali zwycięzcy grup oraz dwa najlepsze kluby spośród tych, które w swoich grupach zajęły drugie miejsce.

### Grupa A
| Croatia Zagrzeb – AFC Ajax 0:0 - 16.09 1998                                                                               |
| FC Porto – Olympiakos SFP 2:2 (0:0) - 16.09 1998 1:0 Zahović 64, 2:0 Jardel 85, 2:1 Yannakopoulos 87, 2:2 Siniša Gogić 90 |
| AFC Ajax – FC Porto 2:1 (0:0) - 30.09 1998 1:0 Rudy 57, 1:1 Zahović 69, 2:1 Litmanen 86k                                  |
| Olympiakos SFP – Croatia Zagrzeb 2:0 (1:0) - 30.09 1998 1:0 Alexandris 22, 2:0 Siniša Gogić 81                            |
| Olympiakos SFP – AFC Ajax 1:0 (1:0) - 21.10 1998 1:0 Alexandris 38                                                        |
| FC Porto – Croatia Zagrzeb 3:0 (2:0) - 21.10 1998 1:0 Doriva 33, 2:0 Zahović 43, 3:0 Zahović 75                           |
| AFC Ajax – Olympiakos SFP 2:0 (1:0) - 04.11 1998 1:0 Richard Witschge 33, 2:0 Gorre 88                                    |
| Croatia Zagrzeb – FC Porto 3:1 (2:1) - 04.11 1998 1:0 Mikić 7, 2:0 Rukavina 37, 2:1 Jardel 39, 3:1 Mujćin 61              |
| AFC Ajax – Croatia Zagrzeb 0:1 (0:0) - 25.11 1998 0:1 Simić 68                                                            |
| Olympiakos SFP – FC Porto 2:1 (1:0) - 25.11 1998 1:0 Siniša Gogić 17, 2:0 P. Dżordżević 55, 2:1 Zahović 76                |
| Croatia Zagrzeb – Olympiakos SFP 1:1 (1:0) - 09.12 1998 1:0 Jeličić 35, 1:1 Yannakopoulos 64                              |
| FC Porto – AFC Ajax 3:0 (0:0) - 09.12 1998 1:0 Zahović 55, 2:0 Zahović 73, 3:0 Drulović 82                                |

| Poz | Klub            | Mecze | Zw | Rem | Por | Pkt | BrZd | BrStr |
| --- | --------------- | ----- | -- | --- | --- | --- | ---- | ----- |
| 1   | Olympiakos SFP  | 6     | 3  | 2   | 1   | 11  | 8    | 6     |
| 2   | Croatia Zagrzeb | 6     | 2  | 2   | 2   | 8   | 5    | 7     |
| 3   | FC Porto        | 6     | 2  | 1   | 3   | 7   | 11   | 9     |
| 4   | AFC Ajax        | 6     | 2  | 1   | 3   | 7   | 4    | 6     |

### Grupa B
| Athletic Bilbao – Rosenborg BK 1:1 (1:0) - 16.09 1998 1:0 J. Etxeberia 5, 1:1 Strand 66                                                                                      |
| Juventus F.C. – Galatasaray SK 2:2 (1:1) - 16.09 1998 1:0 Inzaghi 17, 1:1 Hakan Sükür 42, 1:2 Davala 63, 2:2 Brindelli 68                                                    |
| Galatasaray SK – Athletic Bilbao 2:1 (1:1) - 30.09 1998 1:0 Okan 15, 1:1 Urzaiz 16, 2:1 Hagi 90                                                                              |
| Rosenborg BK – Juventus F.C. 1:1 (0:1) - 30.09 1998 0:1 Inzaghi 27, 1:1 Skammelsrud 69k                                                                                      |
| Athletic Bilbao – Juventus F.C. 0:0 - 21.10 1998 |
| Rosenborg BK – Galatasaray SK 3:0 (0:0) - 21.10 1998 1:0 Rushfeldt 68, 2:0 Rushfeldt 86, 3:0 Rushfeldt 90                                                                    |
| Galatasaray SK – Rosenborg BK 3:0 (0:0) - 04.11 1998 1:0 Hakan Sükür 55, 2:0 Arif 66, 3:0 Hakan Sükür 74,                                                                    |
| Juventus F.C. – Athletic Bilbao 1:1 (0:0) - 04.11 1998 0:1 Guerrero 44, 1:1 Lasa 68s                                                                                         |
| Rosenborg BK – Athletic Bilbao 2:1 (1:0) - 25.11 1998 1:0 Sörensen 2, 2:0 Sörensen 50, 2:1 J. Pérez 90                                                                       |
| Galatasaray SK – Juventus F.C. 1:1 (0:0) - 02.12 1998 0:1 Amoruso 78, 1:1 Suât 90 (mecz przełożony z 25 listopada z powodu zatargu dyplomatycznego między Turcją a Włochami) |
| Athletic Bilbao – Galatasaray SK 1:0 (1:0) - 09.12 1998 1:0 Guerrero 44 |
| Juventus F.C. – Rosenborg BK 2:0 (2:0) - 09.12 1998 1:0 Inzaghi 16, 2:0 Amoruso 39                                                                                           |

| Poz | Klub            | Mecze | Zw | Rem | Por | Pkt | BrZd | BrStr |
| --- | --------------- | ----- | -- | --- | --- | --- | ---- | ----- |
| 1   | Juventus F.C.   | 6     | 1  | 5   | 0   | 8   | 7    | 5     |
| 2   | Galatasaray SK  | 6     | 2  | 2   | 2   | 8   | 8    | 8     |
| 3   | Rosenborg BK    | 6     | 2  | 2   | 2   | 8   | 7    | 8     |
| 4   | Athletic Bilbao | 6     | 1  | 3   | 2   | 6   | 5    | 6     |

### Grupa C
| Real Madryt – Inter Mediolan 2:0 (0:0) - 16.09 1998 1:0 Hierro 79k, 2:0 Seedorf 90 (mecz w Sewilli na stadionie Estadio Ramón Sánchez Pizjuán)                                                |
| SK Sturm Graz – Spartak Moskwa 0:2 (0:0) - 16.09 1998 0:1 Titow 62, 0:2 Cymbalar 64 |
| Inter Mediolan – SK Sturm Graz 1:0 (0:0) - 30.09 1998 1:0 Djorkaeff 90 |
| Spartak Moskwa – Real Madryt 2:1 (0:0) - 30.09 1998 0:1 Raul 64, 1:1 Cymbalar 72, 2:1 Titow 78                                                                                                |
| Inter Mediolan – Spartak Moskwa 2:1 (1:0) - 21.10 1998 1:0 Ventola 32, 2:0 Ronaldo 59, 2:1 Cymbalar 65                                                                                        |
| Real Madryt – SK Sturm Graz 6:1 (2:1) - 21.10 1998 0:1 Vastić 8, 1:1 Savio 12, 2:1 Raul 22, 3:1 Jarni 60, 4:1 Popović 66s, 5:1 Jarni 79, 6:1 Savio 90                                         |
| Spartak Moskwa – Inter Mediolan 1:1 (0:0) - 04.11 1998 1:0 Tichonow 68, 1:1 Simeone 89 |
| SK Sturm Graz – Real Madryt 1:5 (1:2) - 05.11 1998 1:0 Haas 4, 1:1 Panucci 7, 1:2 Mijatović 35, 1:3 Seedorf 57, 1:4 Panucci 61, 1:5 Šuker 74 (mecz przeniesiony z 4 listopada z powodu ulewy) |
| Inter Mediolan – Real Madryt 3:1 (0:0) - 25.11 1998 1:0 Zamorano 50, 1:1 Seedorf 58, 2:1 R. Baggio 86, 3:1 R. Baggio 90                                                                       |
| Spartak Moskwa – SK Sturm Graz 0:0 - 25.11 1998 |
| Real Madryt – Spartak Moskwa 2:1 (1:0) - 09.12 1998 1:0 Raul 33, 2:0 Savio 65, 2:1 Chlestow 89                                                                                                |
| SK Sturm Graz – Inter Mediolan 0:2 (0:0) - 09.12 1998 0:1 Zanetti 64, 0:2 R. Baggio 80 |

| Poz | Klub           | Mecze | Zw | Rem | Por | Pkt | BrZd | BrStr |
| --- | -------------- | ----- | -- | --- | --- | --- | ---- | ----- |
| 1   | Inter Mediolan | 6     | 4  | 1   | 1   | 13  | 9    | 5     |
| 2   | Real Madryt    | 6     | 4  | 0   | 2   | 12  | 17   | 8     |
| 3   | Spartak Moskwa | 6     | 2  | 2   | 2   | 8   | 7    | 6     |
| 4   | SK Sturm Graz  | 6     | 0  | 1   | 5   | 1   | 2    | 16    |

### Grupa D
| Brøndby IF – Bayern Monachium 2:1 (0:0) - 16.09 1998 0:1 Babbel 75, 1:1 Hansen 88, 2:1 Ravn 90                                                                          |
| Manchester United – FC Barcelona 3:3 (2:0) - 16.09 1998 1:0 Giggs 17, 2:0 Scholes 25, 2:1 Sonny Anderson 47, 2:2 Giovanni 60k, 3:2 Beckham 64, 3:3 Luis Enrique 71k     |
| Bayern Monachium – Manchester United 2:2 (1:1) - 30.09 1998 1:0 Elber 11, 1:1 Yorke 30, 1:2 Scholes 49, 2:2 Elber 90                                                    |
| FC Barcelona – Brøndby IF 2:0 (1:0) - 30.09 1998 1:0 Sonny Anderson 42, 2:0 Sonny Anderson 85                                                                           |
| Bayern Monachium – FC Barcelona 1:0 (1:0) - 21.10 1998 1:0 Effenberg 44                                                                                                 |
| Brøndby IF – Manchester United 2:6 (1:3) - 21.10 1998 0:1 Giggs 2, 0:2 Giggs 21, 1:2 Daugaard 34, 1:3 Cole 27, 1:4 Keane 54, 1:5 Yorke 59, 1:6 Solskjær 61, 2:6 Sand 90 |
| FC Barcelona – Bayern Monachium 1:2 (1:0) - 04.11 1998 1:0 Giovanni 29k, 1:1 Zickler 48, 1:2 Hasan Salihamidžić 87                                                      |
| Manchester United – Brøndby IF 5:0 (4:0) - 04.11 1998 1:0 Beckham 7, 2:0 Cole 13, 3:0 P. Neville 16, 4:0 Yorke 28, 5:0 Scholes 62                                       |
| Bayern Monachium – Brøndby IF 2:0 (0:0) - 25.11 1998 1:0 Jancker 51, 2:0 Basler 57                                                                                      |
| FC Barcelona – Manchester United 3:3 (1:1) - 25.11 1998 1:0 Sonny Anderson 1, 1:1 Yorke 25, 1:2 Cole 52, 2:2 Rivaldo 56, 2:3 Yorke 67, 3:3 Rivaldo 72                   |
| Brøndby IF – FC Barcelona 0:2 (0:2) - 09.12 1998 0:1 Figo 4, 0:2 Rivaldo 34                                                                                             |
| Manchester United – Bayern Monachium 1:1 (1:0) - 09.12 1998 1:0 Keane 43, 1:1 Hasan Salihamidžić 56                                                                     |

| Poz | Klub              | Mecze | Zw | Rem | Por | Pkt | BrZd | BrStr |
| --- | ----------------- | ----- | -- | --- | --- | --- | ---- | ----- |
| 1   | Bayern Monachium  | 6     | 3  | 2   | 1   | 11  | 9    | 6     |
| 2   | Manchester United | 6     | 2  | 4   | 0   | 10  | 20   | 11    |
| 3   | FC Barcelona      | 6     | 2  | 2   | 2   | 8   | 11   | 9     |
| 4   | Brøndby IF        | 6     | 1  | 0   | 5   | 3   | 4    | 18    |

### Grupa E
| Panathinaikos AO – Dynamo Kijów 2:1 (0:1) - 16.09 1998 0:1 Rebrow 3, 1:1 Mykland 57, 2:1 Liberopoulos 69 (mecz na stadionie klubu AEK Ateny Nikos Goumas) |
| RC Lens – Arsenal F.C. 1:1 (0:0) - 16.09 1998 0:1 Overmars 51, 1:1 Vairelles 90                                                                           |
| Arsenal F.C. – Panathinaikos AO 2:1 (0:0) - 30.09 1998 1:0 Adams 65, 2:0 Keown 73, 2:1 Mauro 88 (mecz rozegrany na stadionie Wembley)                     |
| Dynamo Kijów – RC Lens 1:1 (0:0) - 30.09 1998 1:0 Szewczenko 61, 1:1 Vairelles 62                                                                         |
| Arsenal F.C. – Dynamo Kijów 1:1 (0:0) - 21.10 1998 1:0 Bergkamp 74, 1:1 Rebrow 90 (mecz rozegrany na stadionie Wembley)                                   |
| RC Lens – Panathinaikos AO 1:0 (0:0) - 21.10 1998 1:0 Eloi 80                                                                                             |
| Dynamo Kijów – Arsenal F.C. 3:1 (1:0) - 04.11 1998 1:0 Rebrow 27k, 2:0 Hołowko 62, 3:0 Szewczenko 72, 3:1 M. Hughes 83                                    |
| Panathinaikos AO – RC Lens 1:0 (1:0) - 04.11 1998 1:0 Vokolos 53                                                                                          |
| Arsenal F.C. – RC Lens 0:1 (0:0) - 25.11 1998 0:1 Debeve 73 (mecz rozegrany na stadionie Wembley)                                                         |
| Dynamo Kijów – Panathinaikos AO 2:1 (0:1) - 25.11 1998 0:1 Lagonikakis 35, 1:1 Rebrow 72, 2:1 Basinas 79s                                                 |
| Panathinaikos AO – Arsenal F.C. 1:3 (0:0) - 09.12 1998 0:1 Asanović 65s, 1:1 Sypniewski 74, 1:2 Anelka 80, 1:3 Boa Morte 86                               |
| RC Lens – Dynamo Kijów 0:0 - 09.12 1998 |

| Poz | Klub             | Mecze | Zw | Rem | Por | Pkt | BrZd | BrStr |
| --- | ---------------- | ----- | -- | --- | --- | --- | ---- | ----- |
| 1   | Dynamo Kijów     | 6     | 2  | 3   | 1   | 9   | 8    | 6     |
| 2   | RC Lens          | 6     | 2  | 3   | 1   | 9   | 4    | 3     |
| 3   | Arsenal F.C.     | 6     | 2  | 2   | 2   | 8   | 8    | 8     |
| 4   | Panathinaikos AO | 6     | 2  | 0   | 4   | 6   | 6    | 9     |

### Grupa F
| 1. FC Kaiserslautern – SL Benfica 1:0 (1:0) - 16.09 1998 Wagner 41 |
| PSV Eindhoven – Helsingin Jalkapalloklubi 2:1 (0:1) - 16.09 1998 0:1 Kottila 31, 1:1 Ooijer 59, 2:1 Bruggink 89                                                                        |
| Helsingin Jalkapalloklubi – 1. FC Kaiserslautern 0:0 - 30.09 1998 |
| SL Benfica – PSV Eindhoven 2:1 (0:0) - 30.09 1998 1:0 Nuno Gomes 47, 1:1 Rommendahl 70, 2:1 Joao M.V. Pinto 77                                                                         |
| Helsingin Jalkapalloklubi – SL Benfica 2:0 (1:0) - 21.10 1998 1:0 Lehkosuo 19k, 2:0 Kottila 68                                                                                         |
| PSV Eindhoven – 1. FC Kaiserslautern 1:2 (0:0) - 21.10 1998 0:1 Riedl 63, 1:1 Chochłow 78, 1:2 Rische 83                                                                               |
| 1. FC Kaiserslautern – PSV Eindhoven 3:1 (0:1) - 04.11 1998 0:1 van Nistelrooy 18, 1:1 Rische 68, 2:1 Reich 77, 3:1 Christow 90                                                        |
| SL Benfica – Helsingin Jalkapalloklubi 2:2 (0:1) - 04.11 1998 0:1 Minto 3s, 1:1 Nuno Gomes 78, 2:1 Calado 80, 2:2 Luiz Antonio 85                                                      |
| Helsingin Jalkapalloklubi – PSV Eindhoven 1:3 (0:1) - 25.11 1998 0:1 van Nistelrooy 29, 0:2 van Nistelrooy 67, 1:2 Lehkosuo 70k, 1:3 van Nistelrooy 81k                                |
| SL Benfica – 1. FC Kaiserslautern 2:1 (1:0) - 25.11 1998 1:0 Nuno Gomes 31, 2:0 Joao M.V. Pinto 69, 2:1 Rische 90                                                                      |
| 1. FC Kaiserslautern – Helsingin Jalkapalloklubi 5:2 (1:1) - 09.12 1998 0:1 Hola 29, 1:1 Rosier 44, 2:1 Marschall 49, 3:1 Rosier 61, 3:2 Luiz Antonio 68, 4:2 Rosier 80, 5:2 Rische 85 |
| PSV Eindhoven – SL Benfica 2:2 (1:0) - 09.12 1998 1:0 Chochłow 41, 1:1 Nuno Gomes 47k, 1:2 Nuno Gomes 65, 2:2 van Nistelrooy 88                                                        |

| Poz | Klub                      | Mecze | Zw | Rem | Por | Pkt | BrZd | BrStr |
| --- | ------------------------- | ----- | -- | --- | --- | --- | ---- | ----- |
| 1   | 1. FC Kaiserslautern      | 6     | 4  | 1   | 1   | 13  | 12   | 6     |
| 2   | SL Benfica                | 6     | 2  | 2   | 2   | 8   | 8    | 9     |
| 3   | PSV Eindhoven             | 6     | 2  | 1   | 3   | 7   | 10   | 11    |
| 4   | Helsingin Jalkapalloklubi | 6     | 1  | 2   | 3   | 5   | 8    | 12    |

## 1/4 finału
| Real Madryt – Dynamo Kijów 1:1 i 0:2 1 03.03 1999 0:1 Szewczenko 55, 1:1 Mijatović 67 2 17.03 1999 0:1 Szewczenko 62k, 0:2 Szewczenko 79                                   |
| Manchester United – Inter Mediolan 2:0 i 1:1 1 03.03 1999 1:0 Yorke 7, 2:0 Yorke 45 2 17.03 1999 0:1 Ventola 63, 1:1 Scholes 88                                            |
| Juventus F.C. – Olympiakos SFP 2:1 i 1:1 1 03.03 1999 1:0 Inzaghi 38, 2:0 Conte 79, 2:1 Niniadis 90k 2 17.03 1999 0:1 Gogić 12, 1:1 Conte 85                               |
| Bayern Monachium – 1. FC Kaiserslautern 2:0 i 4:0 1 03.03 1999 1:0 Elber 31, 2:0 Effenberg 35 2 17.03 1999 1:0 Effenberg 9k, 2:0 Rosier 22s, 3:0 Jancker 29, 4:0 Basler 56 |

## 1/2 finału
| Manchester United – Juventus F.C. 1:1 i 3:2 1 07.04 1999 0:1 Conte 25, 1:1 Giggs 90 2 21.04 1999 0:1 Inzaghi 6, 0:2 Inzaghi 10, 1:2 Keane 24, 2:2 Yorke 34, 3:2 Cole 84                  |
| Dynamo Kijów – Bayern Monachium 3:3 i 0:1 1 07.04 1999 1:0 Szewczenko 16, 2:0 Szewczenko 43, 2:1 Tarnat 45, 3:1 Kosowski 50, 3:2 Effenberg 78, 3:3 Jancker 90 2 21.04 1999 0:1 Basler 36 |

## Finał
| 26 maja 1999 Barcelona Camp Nou (90 000) Manchester United – Bayern Monachium 2:1 (0:1) Sędzia: Pierluigi Collina (Włochy) Bramki: 0:1 Mario Basler 6, 1:1 Teddy Sheringham 90+1, 2:1 Ole Gunnar Solskjær 90+3 Żółte kartki: – / Stefan Effenberg Manchester United Football Club (trener Alex Ferguson): Peter Schmeichel (kapitan) – Gary Neville, Ronny Johnsen, Jaap Stam, Denis Irwin, David Beckham, Nicky Butt, Ryan Giggs, Jesper Blomqvist (67 Teddy Sheringham), Dwight Yorke, Andy Cole (81 Ole Gunnar Solskjær) Fußball-Club Bayern München (trener Ottmar Hitzfeld): Oliver Kahn (kapitan) – Lothar Matthäus (80 Thorsten Fink), Markus Babbel, Thomas Linke, Samuel Kuffour, Michael Tarnat, Stefan Effenberg, Jens Jeremies, Mario Basler (89 Hasan Salihamidžić), Carsten Jancker, Alexander Zickler (71 Mehmet Scholl) |